# Давыдов, Дмитрий Алексеевич
 Давыдов Дмитрий Алексеевич ( 03 (15).08.1856 — 13.04.1923) — российский военачальник, генерал-лейтенант, герой Русско-японской войны.

## Биография
В 1873 году окончил Константиновский межевой институт, в 1875 году Александровское военное училище по 1-му разряду. В 1886 году выпущен был прапорщиком в 26-ю артиллерийскую бригаду, в этом же году произведён в подпоручики.
Участник Русско-турецкой войны 1878 года. В 1878 году произведён в поручики, в 1881 году в штабс-капитаны, в 1890 году в капитаны
В 1898 году произведён в подполковники с назначением командиром 3-й батареи 7-й артиллерийской бригады.

### Русско-японская война
Участник Русско-японской войны с 1904 года, был ранен в голову осколком шрапнели и второй раз в голову осколком снаряда с потерей левого глаза. В 1904 году произведён в полковники за боевое отличие. 18 января 1906 года за храбрость был награждён Золотой саблей «За храбрость» и орденом Святого Георгия 4-й степени:
за то, что за всё время пребывания со своею батареею на позиции, на Путиловской сопке, с 4 октября 1904 года по день своего выбытия из строя, вследствие поранения 15 февраля 1905 года, являл собою пример неустрашимости и беззаветной храбрости, отличаясь энергией, знанием дела и кипучей деятельностью, не зная отдыха. Производя с опасностью для жизни ежедневно рекогносцировки неприятельских позиций, определил с полной точностью местоположение неприятельских батарей.  За период пребывания на сопке вверенная ему  3-я батарея более 100 раз обстреливала противника и более 95 раз сама подвергалась огню японской артиллерии, которую в этих случаях постоянно принуждала к молчанию. С 14 декабря полковник Давыдов  исполнял обязанности командира 1-го дивизиона и, следовательно, начальника артиллерии участка, умело руководя в ежедневных артиллерийских состязаниях действиями подведомственных ему трёх полевых и двух мортирных батарей.  С утра 14 февраля японская артиллерия открыла сильнейшую бомбардировку Путиловской сопки.   Полковник Давыдов, находясь сам на сопке при орудиях и будучи связан телефоном с  передовыми окопами, где находились наблюдатели, следил за результатами выстрелов и уверенно руководил огнём всех орудий своей батареи.  Прежде всего он старался подавить огонь японских батарей, энергично стрелявших шрапнельными залпами.  Благодаря тому, что батарея уже была достаточно пристреляна, он имел возможность сразу открывать такой уроганно-подобный шрапнельный огонь, что через самый короткий промежуток времени неприятельские батареи были приведены к молчанию, а из передовых окопов в то же время было телефонировано, что батареи эти пришли в полное расстройство и стрелять уже не могут.  Полковник Давыдов в этом бою не щадил себя и, стоя открыто под убийственным огнём, являя пример высокого мужества, в концу боя подвергся тяжолому поранению с потерей глаза.

### Последующая жизнь
С 1907 года назначен командиром 1-го дивизиона 37-й артиллерийской бригады. В 1912 году произведён в генерал-майоры с назначением командиром 2-й гренадерской артиллерийской бригады. С 1914 года заведующий артиллерийской частью Омского военного округа.
Участник Первой мировой войны. С 1916 года командир 101-й артиллерийской бригады. В этом же году произведён в генерал-лейтенанты. До 1917 года состоял в резерве чинов при штабе Киевского военного округа.
В годы Гражданской войны состоял в резерве чинов при Омском военном округе.
Утром 13 апреля 1923 года покончил жизнь самоубийством в Томске.

## Награды
- Орден Святого Станислава 3-й степени (1883 год);
- Орден Святой Анны 3-й степени (1885 год);
- Орден Святого Станислава 2-й степени (1895 год);
- Орден Святой Анны 2-й степени (1900 год);
- Орден Святого Владимира 4-й степени (1901 год);
- Золотое оружие «За храбрость» (ВП 08.01.1906 года);
- Орден Святого Георгия 4-й степени (ВП 08.01.1906 года);
- Орден Святого Владимира 3-й степени (1909 год);
- Орден Святого Станислава 1-й степени (1915 год);
- Орден Святой Анны 1-й степени с мечами (ПАФ 20.03.1917 года)